# 500 Milhas de Indianápolis de 1993
A 77ª edição das 500 Milhas de Indianápolis foi realizada no circuito de Indianapolis em 30 de maio de 1993. Teve como vencedor o brasileiro Emerson Fittipaldi, da equipe Penske, em sua segunda e última vitória. Arie Luyendyk, da Chip Ganassi Racing, e Nigel Mansell, da Newman-Haas Racing, fecharam o pódio.

## Grid
| Posição | Abre a fila            | Meio               | Fecha a fila           |
| ------- | ---------------------- | ------------------ | ---------------------- |
| 1       | Arie Luyendyk (V)      | Mario Andretti (V) | Raul Boesel            |
| 2       | Scott Goodyear         | Al Unser, Jr. (W)  | Stefan Johansson (R)   |
| 3       | Paul Tracy             | Nigel Mansell (R)  | Emerson Fittipaldi (W) |
| 4       | Roberto Guerrero       | Scott Brayton      | Danny Sullivan (W)     |
| 5       | Nelson Piquet (R)      | Kevin Cogan        | Stéphan Grégoire (R)   |
| 6       | Jeff Andretti          | Teo Fabi           | Gary Bettenhausen      |
| 7       | Jimmy Vasser           | Stan Fox           | Lyn St. James          |
| 8       | Tony Bettenhausen, Jr. | Al Unser (V)       | John Andretti          |
| 9       | Robby Gordon (R)       | Hiro Matsushita    | Dominic Dobson         |
| 10      | Davy Jones             | Geoff Brabham      | Willy T. Ribbs         |
| 11      | Jim Crawford           | Didier Theys       | Eddie Cheever          |

### Não se classificaram
- Mark Smith (R) (#25, #25T) - bumpado
- Bobby Rahal (#1, #1T) - bumpado
- Olivier Grouillard (R) (#29) - bumpado
- Scott Pruett (#45) - Baixa velocidade
- Éric Bachelart (#32)  - Baixa velocidade
- Rocky Moran (#43) - Baixa velocidade
- John Paul Jr. (#93) - Problema de motor
- Buddy Lazier (#20) - Problema de motor
- Ross Bentley (R) - Incêndio
- Robbie Buhl - Acidente nos treinos
- A. J. Foyt (#14) - Não participou do pole-day
- Mike Groff (#26) - Não marcou tempo no pole-day

## Resultado
| P.F.   | P.I. | Nº. | Piloto                 | Qual.   | Pos. | Voltas | V.L. | Status              |
| ------ | ---- | --- | ---------------------- | ------- | ---- | ------ | ---- | ------------------- |
| 1      | 9    | 4   | Emerson Fittipaldi     | 220.150 | 14   | 200    | 16   | 157.207 mph         |
| 2      | 1    | 10  | Arie Luyendyk          | 223.967 | 1    | 200    | 14   | +2.862              |
| 3      | 8    | 5   | Nigel Mansell (R)      | 220.255 | 13   | 200    | 34   | +4.237              |
| 4      | 3    | 9   | Raul Boesel            | 222.379 | 3    | 200    | 18   | +4.782              |
| 5      | 2    | 6   | Mario Andretti         | 223.414 | 2    | 200    | 72   | +5.418              |
| 6      | 11   | 22  | Scott Brayton          | 219.637 | 18   | 200    | 0    | +6.540              |
| 7      | 4    | 2   | Scott Goodyear         | 222.344 | 4    | 200    | 5    | +7.917              |
| 8      | 5    | 3   | Al Unser, Jr.          | 221.773 | 5    | 200    | 17   | +9.964              |
| 9      | 17   | 8   | Teo Fabi               | 220.514 | 10   | 200    | 0    | +17.441             |
| 10     | 24   | 84  | John Andretti          | 221.746 | 6    | 200    | 2    | +17.730             |
| 11     | 6    | 16  | Stefan Johansson       | 220.824 | 8    | 199    | 0    | + 1 volta           |
| 12     | 23   | 80  | Al Unser               | 217.453 | 32   | 199    | 15   | + 1 volta           |
| 13     | 19   | 18  | Jimmy Vasser           | 218.968 | 20   | 198    | 0    | + 2 voltas          |
| 14     | 14   | 11  | Kevin Cogan            | 217.230 | 33   | 198    | 4    | + 2 voltas          |
| 15     | 28   | 50  | Davy Jones             | 218.416 | 23   | 197    | 0    | + 3 voltas          |
| 16     | 33   | 59  | Eddie Cheever          | 217.599 | 31   | 197    | 0    | + 3 voltas          |
| 17     | 18   | 51  | Gary Bettenhausen      | 220.380 | 11   | 197    | 0    | + 3 voltas          |
| 18     | 26   | 15  | Hiro Matsushita        | 219.950 | 16   | 197    | 0    | + 3 voltas          |
| 19     | 15   | 36  | Stéphan Grégoire       | 220.851 | 7    | 195    | 1    | + 5 voltas          |
| 20     | 22   | 76  | Tony Bettenhausen, Jr. | 218.034 | 25   | 195    | 0    | + 5 voltas          |
| 21     | 30   | 75  | Willy T. Ribbs         | 217.711 | 29   | 194    | 0    | + 6 voltas          |
| 22     | 32   | 92  | Didier Theys           | 217.752 | 28   | 193    | 0    | + 7 voltas          |
| 23     | 27   | 66  | Dominic Dobson         | 218.776 | 21   | 193    | 0    | + 7 voltas          |
| 24     | 31   | 60  | Jim Crawford           | 217.612 | 30   | 192    | 0    | + 8 voltas          |
| 25     | 21   | 90  | Lyn St. James          | 218.042 | 24   | 176    | 0    | Caixa de Velo.      |
| 26     | 29   | 27  | Geoff Brabham          | 217.800 | 27   | 174    | 0    | Motor               |
| 27     | 25   | 41  | Robby Gordon (R)       | 220.085 | 15   | 165    | 2    | Caixa de Velo.      |
| 28     | 10   | 40  | Roberto Guerrero       | 219.645 | 17   | 125    | 0    | Acidente na curva 3 |
| 29     | 16   | 21  | Jeff Andretti          | 220.572 | 9    | 124    | 0    | Acidente na curva 3 |
| 30     | 7    | 12  | Paul Tracy             | 220.298 | 12   | 94     | 0    | Acidente na curva 3 |
| 31     | 20   | 91  | Stan Fox               | 218.765 | 22   | 64     | 0    | Motor               |
| 32     | 13   | 77  | Nelson Piquet          | 217.949 | 26   | 38     | 0    | Motor               |
| 33     | 12   | 7   | Danny Sullivan         | 219.428 | 19   | 29     | 0    | Acidente na curva 3 |
| Fonte: |      |     |                        |         |      |        |      |                     |

(R) - Rookie